# Saxifraga pellucida
Saxifraga pellucida är en stenbräckeväxtart som beskrevs av Cheng Yih Wu. Saxifraga pellucida ingår i Bräckesläktet som ingår i familjen stenbräckeväxter. Inga underarter finns listade i Catalogue of Life.